# Anthony Pym
Anthony Pym (rojen 1956, Perth, Avstralija) je učenjak, najbolj poznan po svojem delu na področju prevajalskih študij.
Pym trenutno uči prevajanje ter medkulturne študije na Univerzi Rovira i Virgili v Španiji.  Prav tako je predsednik Evropske družbe prevajalskih študij, član katalonske Inštitucije za raziskavo in napredne študije, gostujoči raziskovalec na monterejskem Inštitutu mednarodnih raziskav ter izredni profesor na Univerzi v Stellenboschu.

## Biografija
Anthony David Pym je obiskoval Wesley kolidž (Perth, Avstralija) in Univerzo Western Australia. Diplomiral je na Univerzi Murdoch leta 1981. Kasneje je prejemal  štipendijo s strani Francoske vlade za doktorski študij na École des Hautes Études en Sciences Sociales, kjer je doktoriral iz sociologije leta 1985.
Od leta 1983 pa do leta 1984 je bil član bratovščine Frank Knox na Oddelku za primerjalno književnost na Univerzi Harvard. Od leta 1992 do 1994 je dobival štipendijo od fundacije Alexander von Humboldt za raziskavo na področju zgodovine prevajalstva na Univerzi Göttingen v Nemčiji. Leta 1994 je vodil seminarje o etiki prevajalstva na Collège International de Philosophie v Parizu.
Po več letih profesionalnega prevajanja, urejanja novinarskih člankov in organiziranja kulturnih dogodkov v Franciji in Španiji je učil na oddelkih za prevajalstvo na Neodvisni univerzi v Barceloni in na Univerzi v Las Palmas de Grand Canaria. Leta 1994 se je pridružil Univerzi Rovira i Virgili v Španiji, kjer je ustanovil Skupnost za medkulturne študije leta 2000, podiplomske programe prevajalstva prav tako leta 2000 ter doktorski program Prevajanje in medkulturne študije leta 2003. Od leta 2006 naprej je gostujoči raziskovalec na monterejskem Inštitutu za medkulturne študije. Njegovo stalno prebivališče je vas Calaceite v Španiji.

## Najpomembnejši deli

### Exploring Translation Theories
Pym je pod drobnogled vzel ključne paradigme zahodnjaških prevajalskih teorij, zlasti od leta 1960 naprej.  Pravi, da prevajalstvo sicer temelji na ekvivalentnosti, a obstaja veliko razlogov, zakaj ekvivalentnost ni stabilen koncept.  Avtor si postavi vprašanje, kako bi lahko definirali prevajalstvo brez pojma ekvivalentnost. Kot cilj knjige si je zadal povečano zanimanje in razpravljanje o težavah prevajalskih teorij. Knjiga je v glavnem namenjena  študentom prevajalskih študij, primerjalne književnosti ter uporabne lingvistike, a zanimiva bi bila prav gotovo za vsakega, ki bi rad poglobil svoje znanje o prevajanju in jezikoslovju.

### Method in Translation History
Zgodovina prevajalstva je, tako kot prevajalske teorije in prevajalska praksa, v zadnjih letih pritegnila veliko pozornosti akademikov, in prav to je bil povod za nastanek te knjige. Zgodovina prevajalstva je, po besedah Pyma, vir idej in podatkov za politični in sociološki študij mednarodnih odnosov, prav tako pa bi nam lahko povedala veliko o razvoju jezikovnih pravil. Avtor nam želi približati dejstvo, da je poudarek na človeških prevajalcih pomemben, in da moramo na njih gledati kot na pripadnike medkulturnih skupin. Poudarja tudi, da zgodovina prevajalstva ne kaže vedno le na preteklost.

## Mišljenje in vpliv
Pym je bil eden prvih, ki so raziskavo prevajanja oddaljili od besedila ter jo približali prevajalcem kot tudi splošni javnosti. Prav tako je konceptualiziral prevajanje kot obliko upravljanja s tveganjem namesto težnje po enakovrednosti. Postavil je hipotezo, da so prevajalci lahko člani profesionalnih interkultur, delujoči v sovpadanju s kulturami in da je njihov največji etični cilj promoviranje dolgoročnih medkulturnih sodelovanj. V zadnjih letih ga najbolj zanima koncept inkulturacije, skozi katero vidi prevajalstvo kot eno od načinov, kako se manjšinske kulture absorbirajo v širše kulturne sisteme in nato spreminjajo le-te.
Pymove ideje so bile prikazane kot nasprotne prevajalskemu teoretiku Lawrencu Venutiju - s strani finske prevajalske teoretičarke Kaise Koskinen in njene kritike Venutija so bile komentirane s strani Jeremyja Mundaya in Mary Snell-Hornbyjeve.